# Hong Kong Open 1986
Die Hong Kong Open 1986 im Badminton fanden vom 22. bis zum 25. Mai 1986 in Hongkong statt. Mit einem Preisgeld von 25.000 US-Dollar wurde das Turnier in Kategorie 1 der Grand-Prix-Wertung eingestuft.

## Finalresultate
| Disziplin    | Sieger                      | Finalist                    | Ergebnis           |
| ------------ | --------------------------- | --------------------------- | ------------------ |
| Herreneinzel | Yang Yang                   | Icuk Sugiarto               | 6:15, 15:8, 15:6   |
| Dameneinzel  | Li Lingwei                  | Han Aiping                  | 10:12, 11:8, 12:10 |
| Herrendoppel | Bobby Ertanto Rudy Heryanto | Jalani Sidek Ong Beng Teong | 15:7, 15:6         |
| Damendoppel  | Han Aiping Li Lingwei       | Guan Weizhen Lao Yujing     | 18:15, 15:9        |
| Mixed        | Billy Gilliland Nora Perry  | Andy Goode Fiona Elliott    | 15:5, 15:3         |